# إدموند دين موريل
كان إدموند دين موريل (المولود باسم جورج إدموند بيير أخيل موريل ديفيل؛ في باريس، 10 يوليو 1873 – توفي في شمال بوفي، موريتون هامبستيد، ديفون، 12 نوفمبر 1924) صحفيًا، ومؤلفًا، وداعيًا سلاميًا وسياسيًا بريطانيًا من أصل فرنسي.
عندما كان موظفًا شابًا في شركة الشحن إلدر ديمبستر، لاحظ موريل ثروة من المطاط عائدةً من الكونغو بينما كانت تُرسل الأسلحة والبنادق فقط مقابل ذلك. لقد استنتج أن هذه الموارد قد انتُزعت من السكان بالقوة وبدأ في حملة لفضح الانتهاكات. بالتعاون مع روجر كاسيمينت، قاد موريل حملة ضد العبودية في دولة الكونغو الحرة، مؤسسين رابطة إصلاح الكونغو ومديرين بريد غرب إفريقيا. بمساعدة من المشاهير مثل آرثر كونان دويل ومارك توين، نجحت الحركة في الضغط على الملك البلجيكي ليوبولد الثاني لبيع دولة الكونغو الحرة إلى الحكومة البلجيكية، مُنهيةً بعض انتهاكات حقوق الإنسان التي ارتُكبت في ظل حكمه.
لعب موريل دورًا مهمًا في الحركة السلامية البريطانية خلال الحرب العالمية الأولى، مشاركًا في تأسيس اتحاد السيطرة الديمقراطية وشغل منصب أمين السر فيه، وفي هذه المرحلة انفصل عن الحزب الليبرالي. في عام 1917، سُجن لمدة ستة أشهر بسبب نشاطه المناهض للحرب، ما كان له تأثير دائم على صحته. بعد الحرب، قام بتحرير مجلة الشؤون الخارجية، والتي انتقد من خلالها بشدة ما اعتبره اعتداءً فرنسيًا وسوء معاملة لقوى المركز المهزومة. وكجزء من حملته ضد الفرنسيين، أصبح أهم المؤيدين الإنجليزيين لحملة العار الأسود العنصرية، وهي التي اتهمت الجنود السود التي جلبتهم فرنسا من مستعمراتها الأفريقية بالاعتداءات على السكان الألمان لمنطقة راينلاند المحتلة.
انتُخب موريل لعضوية البرلمان عام 1922 كمرشح لحزب العمال، هازِمًا وينستون تشرشل الذي كان متبوئًا للمنصب قبل ذلك، وأعيد انتخابه عام 1924، ليموت في مكتبه. تعاون موريل عن كثب مع رئيس الوزراء المستقبلي رامزي ماكدونالد واعتُبر وكأنه في منصب وزير الخارجية، رغم أنه تصرف في النهاية كمستشار غير رسمي لحكومة ماكدونالد.

## خلفية
ولد موريل في جادّة ديلاو، باريس. كان والده، إدموند بيير ماري موريل دو فيل، موظفًا مدنيًا فرنسيًا؛ ووالدته، إليزا إيميلين دو أورن، من عائلة إنجليزية تنتمي لجمعية الأصدقاء الدينية. توفي إدموند عندما كان عمر الطفل أربعة أعوام دون أن يترك أي راتب تقاعدي، ولاحقًا تخاصمت إيميلين مع أسرة زوجها الراحل. نتيجة لذلك، غيرت إيميلين لقبها إلى دوفيل وربّت ابنها بمفردها. لإبعاد ابنها عن تأثير العائلة، عملت كمُدرّسة حتى تتمكن من إرساله إلى مدارس داخليّة بدايةً مدرسة مدراس هاوس في إيستبورن ثم مدرسة بيدفورد الحديثة.
عندما مرضت إيميلين دوفيل في عام 1888، لم تعد أموال الرسوم المدرسية متوفرة، واضطر إدموند أن يعود إلى باريس ويعمل كموظف مصرفي. أصبح قادرًا على نقل والدته إلى بريطانيا في عام 1891. تقدّم بعد خمس سنوات بطلب ناجح للأخذ الجنسية البريطانية وحصل على اسم مؤنجلز. تزوج من ماري ريتشاردسون في نفس العام؛ أصبح لديهم خمسة أطفال. تزوجت ابنته ستيلا من المستشار السياسي البولندي جوزيف ريتينجر في عام 1926؛ وأصبح لديهم ابنتين.

## وصلات خارجية
- Hansard 1803–2005: contributions in Parliament by E. D. Morel
- White King, Red Rubber, Black Death (2003) (TV)  في قاعدة بيانات الأفلام على الإنترنت (بالإنجليزية)